# Moonchild (canción de Rory Gallagher)
«Moonchild» —en español: Hijo de la luna— es una canción del guitarrista irlandés Rory Gallagher,, incluida en su sexto álbum de estudio Calling Card, en esta época el guitarrista intentó enfocarse más al Hard Rock.
La canción presenta un ritmo duro que en veces se asemeja al de Heavy Metal, representando un cambio que seguiría una línea más enfocada al Hard Rock en sus dos siguientes trabajos Photo-Finish y Top Priority, y que culminaría en su tercer álbum en vivo Stage Struck.

## Músicos
- Rory Gallagher: voz, guitarra eléctrica
- Gerry McAvoy: bajo
- Lou Martin: teclados
- Rod de'Ath: batería